# Nyctalus montanus
Nyctalus montanus (Barrett-Hamilton, 1906) è un pipistrello della famiglia dei Vespertilionidi diffuso nell'Asia centrale e nel Subcontinente Indiano.

## Descrizione

### Dimensioni
Pipistrello di piccole dimensioni, con la lunghezza della testa e del corpo di 70 mm, la lunghezza dell'avambraccio tra 42,9 e 43 mm, la lunghezza della coda di 43 mm, la lunghezza delle orecchie di 14 mm.

### Aspetto
Le parti dorsali sono bruno-nerastre, mentre le parti ventrali sono marroni chiare. Il muso è largo, con due masse ghiandolari sui lati. Le orecchie sono corte, nerastre, ben separate tra loro e con l'estremità arrotondata. Le ali sono attaccate posteriormente sulle caviglie. La punta della coda si estende leggermente oltre l'ampio uropatagio, il quale è ricoperto di peli alla base. Il calcar è lungo e con una carenatura formata da una struttura cartilaginea a forma di T.

## Biologia

### Comportamento
Si rifugia nelle fessure rocciose, scarpate e vegetazione sospesa.

### Alimentazione
Si nutre di insetti.

## Distribuzione e habitat
Questa specie è diffusa nelle province afghane di Nangarhar e Paktika, negli stati indiani dell'Himachal Pradesh ed Uttarakhand, in Nepal e nel Pakistan.
Vive in ambienti ripariali, piane alluvionali con densa vegetazione tra 680 e 1 692 metri di altitudine.

## Conservazione
La IUCN Red List, considerato il vasto areale e la popolazione presumibilmente numerosa, classifica N.montanus come specie a rischio minimo (Least Concern).